# 朱吾弼
朱吾弼（1559年—1629年），字谐卿，號密所，江西瑞州府高安县人（今江西庐陵）。明朝政治人物。

## 生平
朱吾弼為萬曆十三年（1585年）乙酉科江西鄉試舉人，十七年（1589年）登己丑科進士，通政司觀政，授寧國府推官，二十二年浙江鄉試同考，二十三年擢南京福建道御史。二十四年差管南京营。二十七年復除原职，本年巡视下江，二十九年巡视上江。三十二年巡视屯田，三十三年巡视京营。當时礼部侍郎郭正域因妖書案被告罪，朱吾弼與兵部主事庞时雍上書批評首輔沈一贯，罚俸一年，不久稱疾離去。三年後，萬曆三十六年（1608年）復起為南京光禄少卿，三十九年八月再改大理寺右寺丞，四十六年引病歸。
天启元年（1621年）十二月起复大理寺丞原职，二年九月升大理寺右少卿，尋轉南京太僕寺卿，天啓五年为御史吴裕中劾罢。不久病卒，享年七十一。著有《密林漫稿》、奏疏数卷。

## 家族
曾祖朱範，恩例冠带。祖覺齋公朱明善，嘉兴縣丞。父朱继通，字汝彦，號松冈，恩例冠带。嫡母丁氏，生母黄氏。長孫朱恒敬，举人。